# Eric Washington (baloncestista de 1993)
Eric Washington (Columbia (Carolina del Sur), 23 de junio de 1993) es un baloncestista estadounidense que pertenece a la plantilla del Ju-Vi Cremona de la Serie A2 italiana. Con 1,83 metros de estatura, juega en la posición de base.

## Trayectoria deportiva

### Universidad
Es un base formado en la Keenan High School de su ciudad natal, antes de ingresar en 2013 en el Presbyterian College, situado en Clinton, Carolina del Sur, donde jugó durante dos temporadas con los Presbyterian Blue Hose, desde 2011 a 2013.
Tras una temporada en blanco, en 2014 ingresa en la Universidad Miami en el estado de Ohio, donde jugó durante dos temporadas la NCAA con los Miami RedHawks, desde 2014 a 2016. 

### Profesional
Tras no ser elegido en el Draft de la NBA de 2016, el 12 de octubre de 2016 firmó por el Enosis Neon Paralimni B.C. de la Primera División de Baloncesto de Chipre.
En la temporada 2017-18, firma por el KK Bosna de la Liga de baloncesto de Bosnia y Herzegovina.
El 31 de enero de 2018, se compromete con el WBC Raiffeisen Wels de la Admiral Basketball Bundesliga, la máxima categoría del baloncesto en Austria.
En verano de 2018, firma por el MAFC de la A Division húngara.
En verano de 2019, firma con el OSE Lions Oroszlany de la A Division húngara.
El 15 de enero de 2021, regresa al OSE Lions Oroszlany hasta el final de la temporada.
En la temporada 2021-22, Washington firmó por el Aix Maurienne Savoie Basket de la LNB Pro B, la segunda división francesa, en el que jugó hasta la primera vuelta del campeonato.
El 28 de diciembre de 2021, firma por el BV Chemnitz 99 de la Basketball Bundesliga.
El 16 de julio de 2022, firma por el MLP Academics Heidelberg de la Basketball Bundesliga.
El 5 de julio de 2023, firma por el Monbus Obradoiro de la liga ACB. El 23 de octubre de 2023, el jugador abandonó Santiago rumbo a EE. UU. esgrimiendo un problema familiar grave para luego, a través de su agencia, comunicar que no quiere volver a Santiago.
Tras llegar a un acuerdo con el Monbus Obradoiro para dar de baja su ficha en la Liga Endesa, el Reeder Samsunspor de la Basketbol Süper Ligi anuncia su fichaje. Después de cuatro partidos en los que promedió 19,0 puntos, 6,3 rebotes y 6,5 asistencias, fichó por el Happy Casa Brindisi de la Lega Basket Serie A italiana.
El 27 de octubre, se unió a los Valley Suns.